# یواف‌سی اپکس
یواف‌سی اپکس (انگلیسی: UFC Apex) یک مرکز برگزاری و تولید رویدادهای زنده ورزشی در انترپرایز، نوادا است که متعلق به گروه تی‌کی‌او بوده و توسط آن اداره می‌شود. این مکان میزبان رویدادهایی است که توسط دو بخش TKO یعنی یواف‌سی و دبلیودبلیوئی و همچنین رویدادهای لیگ Power Slap متعلق به دینا وایت برگزار می‌شود. مکان این مرکز تا حدودی به دلیل نزدیکی آن به موسسه عملکرد یواف‌سی که به عنوان دفتر مرکزی آن فعالیت می‌کند و در آن سوی خیابان واقع شده است، انتخاب شده است. اپکس برای میزبانی رویدادهای زنده و همچنین نمایش‌های استودیویی ساخته شده است.

## تاریخچه
این مرکز رسماً در ۱۸ ژوئن ۲۰۱۹ افتتاح شد. در پی همه‌گیری کووید ۱۹ پس از سه رویداد در جکسون‌ویل، تمام رویدادهای یواف‌سی مستقر در ایالات متحده در Apex بدون تماشاچی برگزار شد. اپکس از ژانویه ۲۰۲۴ همچنان میزبان رویدادهای منتخب «شب مبارزه» است و اکنون به تماشاگران عمومی محدودی اجازه حضور می‌دهد. اپکس دارای زمین مبارزه هست ضلعی با عرض ۲۵ فوت است که معمولاً برای رویدادها و مکان‌های کوچکتر استفاده می‌شود، برخلاف نسخه استاندارد ۳۰ فوتی. از زمانی که یواف‌سی شروع به برگزاری اکثر رویدادهای خود در اپکس کرد، داده‌های اولیه مبارزه و گمانه‌زنی‌های طرفداران نشان داد که استفاده از هشت ضلعی کوچکتر منجر به مبارزات تهاجمی با حجم بالاتر و سرعت بیشتر و همچنین ضربات نهایی بیشتر شده است.
در اواخر ژانویه ۲۰۲۲، مقاله‌ای از Las Vegas Review-Journal منتشر شد که بیان می‌کرد یواف‌سی اپکس قصد دارد تعداد صندلی‌های خود را تا هزار نفر افزایش دهد، خدمات غذا/الکل، فروش بلیط، فروشگاه سوغاتی و همچنین پارکینگ اضافی را اضافه کند.